# 零化イデアル
数学、特に加群論において、集合の零化イデアルあるいは零化域（英: annihilator, /ənáiəlèitər/, /ə-ˈnī-ə-ˌlā-tər/）はねじれや直交性を一般化した概念である。

## 定義
R を環とし、M を左 R-加群とする。M の部分集合 S をとる。S の零化イデアル (annihilator) は S の任意の元 s に対して rs = 0 であるような R のすべての元 r からなる集合であり、AnnR(S) （あるいは annR(S)）と表記される。つまり、集合の表記では 
{\displaystyle \mathrm {Ann} _{R}(S)=\{\,r\in R\mid \forall s\in S,rs=0\,\}\,}
である。これは S を「零化する」(annihilate) R の元（S が torsion であるような元）の集合である。右加群の部分集合に対しても、"sr = 0"という修正をして同様に定義される。
1つの元 x の零化イデアルは普通 AnnR({x}) の代わりに AnnR(x) と書かれる。環 R が文脈からわかる場合には、添え字 R は落としてもよい,
R はそれ自身の上の加群であるので、S は R 自身の部分集合ととってもよいが、R は右と左両方の R 加群であるので、左と右どちら側なのかを示すために表記を少し修正しなければならない。その必要があるときには通常 {\displaystyle \ell _{R}(S)} と {\displaystyle r_{R}(S)} や {\displaystyle \ell .\mathrm {Ann} _{R}(S)\,} と {\displaystyle r.\mathrm {Ann} _{R}(S)\,} あるいは類似の添え字が左と右の零化イデアルを区別するために使われる。
R-加群 M が AnnR(M) = 0 を満たすとき、M は忠実加群（faithful module）と呼ばれる。

## 性質
S が左 R-加群 M の部分集合であれば、Ann(S) は R の左イデアルである。証明： a と b が両方とも S を零化すれば、各 s ∈ S に対して、(a + b)s = as + bs = 0 であり、任意の r ∈ R に対して、(ra)s = r(as) = r0 = 0 である。（同様の証明によって右加群の部分集合の零化イデアルは右イデアルである。）
S が M の部分加群であれば、AnnR(S) は両側イデアルにもなる。 rs は S の元なので、(ar)s = a(rs) = 0 である。
S が M の部分集合で N が S で生成される M の部分加群であれば、一般に AnnR(N) は AnnR(S) の部分集合であるが、必ずしも等しいとは限らない。R が可換であれば、等号が成り立つことを確認するのは容易である。
M は作用 {\displaystyle {\overline {r}}m:=rm\,} を用いて R/AnnR(M)-加群と考えることもできる。ちなみに、いつもこの方法で R-加群を R/I-加群に できるわけではないが、イデアル I が M の零化イデアルの部分集合であれば、この作用は well-defined である。R/AnnR(M)-加群として、M は自動的に忠実加群になる。

## 零化イデアルの鎖条件
{\displaystyle \ell .\mathrm {Ann} _{R}(S)\,}、ただし S は R の部分集合、の形のイデアルの束は包含関係で順序を入れると完備束をなす。この束（あるいはその右バージョン）が昇鎖条件 (A.C.C.) か降鎖条件 (D.C.C.) を満たすような環を研究することは面白い。
R の左零化イデアルの束を {\displaystyle {\mathcal {LA}}\,} と書き、R の右零化イデアルの束を {\displaystyle {\mathcal {RA}}\,} と書く。{\displaystyle {\mathcal {LA}}\,} が A.C.C. を満たすことと {\displaystyle {\mathcal {RA}}\,} が D.C.C. を満たすことが同値であること、そして対称的に、{\displaystyle {\mathcal {RA}}\,} が A.C.C. を満たすことと {\displaystyle {\mathcal {LA}}\,} が D.C.C. を満たすことが同値であることが知られている。どちらかの束がこれらの鎖条件のどちらかを満たせば、R は冪等元の無限直交集合をもたない。
R が、{\displaystyle {\mathcal {LA}}\,} が A.C.C. を満たし RR が有限のユニフォーム次元をもつような環であれば、R は左 Goldie 環と呼ばれる。

## 可換環に対する圏論的記述
R が可換環で M が R-加群のとき、AnnR(M) を、Hom とテンソルの随伴性によって恒等写像 M → M の随伴写像によって決定される作用写像 R → EndR(M) の核として、記述することができる。
より一般に、加群の双線型写像 {\displaystyle F\colon M\times N\to P} が与えられたとき、部分集合 {\displaystyle S\subset M} の annihilator は {\displaystyle S} を零化する {\displaystyle N} のすべての元からなる集合である。
{\displaystyle \operatorname {Ann} (S):=\{\,n\in N\mid \forall s\in S,F(s,n)=0\,\}}
逆に、{\displaystyle T\subset N} が与えられたとき、{\displaystyle M} の部分集合として annihilator を定義できる。
annihilator は {\displaystyle M} と {\displaystyle N} の部分集合の間のガロワ対応を与え、それに伴う閉包演算子 は span よりも強い。とくに：
- annihilator は部分加群である。
- {\displaystyle \operatorname {Span} \,(S)\leq \operatorname {Ann} (\operatorname {Ann} (S))}
- {\displaystyle \operatorname {Ann} (\operatorname {Ann} (\operatorname {Ann} (S)))=\operatorname {Ann} (S)}

重要な例はベクトル空間上の非退化形式、特に内積が与えられているときに現れる。このとき写像 {\displaystyle V\times V\to K} に伴う annihilator は直交補空間と呼ばれる。

## 環の他の性質との関係
- 零化イデアルは左 Rickart 環（英語版） や Baer 環（英語版） を定義するのに使われる。
- S の（左）零因子の集合 DS は次のように書ける。

{\displaystyle D_{S}=\bigcup _{x\in S,\,x\neq 0}{\mathrm {Ann} _{R}\,(x)}.}
（0 は零因子と考えている。）
とくに、S = R ととって、R をそれ自身に左 R 加群として作用させることで、DR は R の（左）零因子の集合である。
- R が可換ネーター環のとき、集合 DR はちょうど R の素因子の和集合に等しい。

- 有限次元多元環 A が準フロベニウスである必要十分条件はすべての左イデアル I と右イデアル J に対して

{\displaystyle \ell _{A}\left(r_{A}\left(I\right)\right)=I,\qquad r_{A}\left(\ell _{A}\left(J\right)\right)=J}
が成り立つことである。